# فریر (بلژیک)
شهر فریر (به فرانسوی: Ferrières) در شهرستان اویی  در استان لیئژ  در منطقه فدرال والوون در کشور بلژیک واقع شده‌است.